# 伊爾-4轟炸機
伊尔-4（IL-4，1939年以前生產稱為DB-3）是蘇聯在二戰時的主力中型轟炸機。

## 歷史
DB-3原型機的開發最早稱為TsKB-26，部分機身與駕駛艙設計引用自TsKB-13（I-16），新的機翼使用鋼管焊接而成的U型樑，不過在原型機製造的同時部分工程師轉移到TsKB-30的建造上，這款飛機採用全新機身設計，但保留了TsKB-26的鋼管焊接主翼設計，雖然這種設計使得製造工時增加，但是確保了機體強度，TsKB-30隨後更名為DB-3並於1936年開始量產，直到1939年停產為止共生產了1528架。
1938年，伊留申设计局改进了DB-3的设计，易于生产、改善性能，内部结构特别是机翼变化巨大，用杜拉铝代替了钢，减少了内油箱个数但增加了容积，机鼻加长给领航员更大工作空间。改进型号称DB-3F(F代表“增强”)。1939年5月21日首飞。1940年通过国家定型量产。量产型号换装了图曼斯基M-88发动机，1100马力，替换了DB-3M使用的950马力的M-87B发动机。在蘇德戰爭初期本機開始轟炸德國，雖然機體不算巨大和載彈不多，但勝在航程較遠。
可是起初因為蘇聯缺乏遠航戰鬥機護航，而令本機損失慘重，加上德軍破壞了伊留申飛機廠和供應鋁材的工廠後，被撤退到偏遠的西伯利亞生產，部分飛機的外翼段和機身的分段採用木材製造，增加裝甲板覆蓋的區域；使用12.7毫米机枪替换了7.62毫米航空机枪，增加了射手围护装甲，1942年3月DB-3F改称IL-4。由于增重速度降为 404 km/h。
Il-4的改进版是Il-6，发动机功率更大、装甲更厚。但发动机不可靠因此没有投入量产。
在蘇聯在戰爭中期發展了Yak-9DD特長程戰鬥機護航，以新的戰術護航後，成為了反攻德國的主要武器，直到1944年，因為機型構造已經落伍才停產。

## 服役狀況
該機參加了1939至1940年間的蘇芬“ 冬季戰爭 ”，因自衛火力薄弱而損失慘重。
虽然是中型轰炸机，但其航程在战争初期担当了战略轰炸任务。1941年6月23日，即戰爭爆發的第二天，紅軍遠程航空兵和蘇聯海軍航空兵使用伊爾-4系列飛機，夜間空襲了柯尼斯堡、但澤的海港和軍工廠，布加勒斯特、普洛耶什蒂的煉油廠，赫爾辛基、土爾克、克萊佩達和華沙等城市的軍事目標，但初期的轟炸由於沒有大規模集結力量和集中指揮，實際成果很小（因為戰前規定，轟炸機只受蘇聯最高統帥部指揮，而戰鬥機和強擊機只受地面指揮部派遣，所以轟炸機只能單獨作戰，而且轟炸機之間需要保持較大的間距，這樣轟炸機之間就不能相互掩護，極易被德軍的梅塞斯密特BF-109等戰機擊落。）伊爾-4著名的作戰行動是1942年8月19日到月14日對柏林和德國同盟國首都進行的系列空襲。8月27日、30日、9月10日，伊爾-4共212架次轟炸柏林，投彈51噸；9月5日、10日轟炸匈牙利首都布達佩斯；9月14日轟炸羅馬尼亞首都布加勒斯特；另外，還轟炸了華沙、科尼斯堡、甚切青、普洛耶什蒂等地的軍事目標。這些襲擊在軍事上作用不大，但對於鼓舞正在和德軍血戰的蘇聯軍民的士氣有重大作用。
在绝大部分战争时期，担任中程轰炸任务，因此内置的2500千克航弹外，外掛的1000千克炸彈成了標準配備。
除擔負主要任務外，伊爾-4還用於運輸、拖曳滑翔機和實施戰略偵察（炸彈艙內可以配備1台照相機）。該機在海軍服役直到1949年，北約稱之為“Bob”。直到1944年停產時，共生產了約5000多架。

## 服役國家
- 苏联 主要生產國
- 蘇聯空軍
- 蘇聯海軍航空隊
- 中華民國

蘇聯提供24架，但是戰末已經沒有使用記錄，可能早已消耗殆盡。
- 芬兰（购自德军在布良斯克的繳獲）

11架DB-3M與4架DB-3F(Il-4)。
- 納粹德國（繳獲使用）

繳獲使用或是作為援助提供給附庸國。

## 評價
常有人誤解蘇聯戰時對戰略轟炸忽視，但實際並非如此。況且在1942－1944年時，前線給拉遠了和德國本土的距離，所以當時本機轟炸的目標多在現在的波蘭甚至烏克蘭或白俄境內。但實際本機對於破壞德軍破壞交通線上作用很大的。
但本機最大缺點是自衛武裝貧弱，完全依賴Yak-9DD戰鬥機護航。而對重點設施作精密轟炸的話，又需要在日間飛得較低飽受到德機高射炮的威脅，所以本機的損失很大。
而其基本設計是在三十年代的，是以當時歐洲人認為戰略轟炸機，只需要較長的航程而載彈量不需要很大的雙發動機機型，這忽視了對歐洲的建築物威脅較小（除非是以燃燒彈轟炸木建築物群外），所以作為轟炸機並未獲得像英美的同行般的戰略效果。

## 參數

三視圖

本機為一雙氣冷發動機的雙發三葉螺旋槳中轟炸機，駕駛艙為三或四座，呈單垂尾低單翼構造後三點式起落架，
本機的兩種主要亞型即DB-3和IL-4，外觀上唯一分別是後者完全以重機槍作自衛武器，亦有發展少數長程偵察型和拖靶的專機。
尺寸（公尺）和重量（公斤）：翼展21.40，長14.80，高4.20，翼面積66.70，空重5800，最大起飛重量10050。
性能：初期型稱DB-3，發動機是M-85功率760匹馬力。後期型稱IL-4，發動機M-88功率821千瓦，後期型極速每小時454公里，航程（機內載油）3800公里，升限8700公尺，上升5000公尺需要13分36秒。
武裝：載彈2700公斤，可以使用魚雷。自衛武裝一律為三挺機槍，DB-3為後方一挺12.7毫米重機槍，其他兩挺7.62毫米機槍，後來一律是三挺12.7毫米重機槍。